# Hạ Hầu Nho
Hạ Hầu Nho (tiếng Trung: 夏侯儒; bính âm: Xiahou Ru; ? – ?), tự Tuấn Lâm (俊林), là tướng lĩnh Tào Ngụy thời Tam Quốc trong lịch sử Trung Quốc.

## Cuộc đời
Hạ Hầu Nho là em trai của Chinh nam đại tướng quân Hạ Hầu Thượng. Khoảng năm 218-219, Yên Lăng hầu Tào Chương giữ chức Kiêu kỵ tướng quân, Nho làm Kiêu kỵ tư mã dưới quyền Chương. Sau Nho chuyển làm Chinh Thục hộ quân dưới quyền Trấn tây tướng quân, Đô đốc hai châu Ung, Lương Tào Chân.
Năm 221, người Lư Thủy Hồ là Y Kiện Trĩ Thiếp cùng Trị Nguyên Đa nổi dậy chống Ngụy, các quận Hà Tây đại loạn. Tào Phi cử Trương Ký làm thứ sử Lương châu, sai hộ quân Hạ Hầu Nho, Phí Diệu đến chi viện. Hạ Hầu Nho theo Trương Ký bình định thành công Lương châu.
Không lâu sau, người Tửu Tuyền là Tô Hành liên kết với người Khương là Lân Đới tấn công các huyện biên cảnh. Trương Ký cùng Hạ Hầu Nho đánh bại Tô Hành, Lân Đới, ép hai người đầu hàng. Nho được Trương Ký tiến cử xây dựng công sự, phong hỏa đài để phòng bị người Khương, Hồ.
Năm 240, Hạ Hầu Bá thay Hạ Hầu Nho làm Chinh Thục hộ quân, Tư Mã Ý được thăng chức Chinh nam tướng quân, còn Hạ Hầu Nho được thăng chức Đô đốc hai châu Kinh, Dự.
Năm 241, tướng Ngô là Chu Nhiên tấn công Phàn Thành. Thủ tướng Ất Tu gửi công văn cầu viện. Hạ Hầu Nho dẫn quân tới cứu nhưng do quân ít, nên Nho chỉ cho quân Ngụy cắm trại ở Đặng tắc, chỉ cách trại của Chu Nhiên có 6, 7 dặm. Mấy tháng sau, Tư Mã Ý kéo quân đến, Hạ Hầu Nho mới hành quân, đẩy lui Chu Nhiên. Dù thắng trận nhưng hành động của Hạ Hầu Nho gây nên tranh cãi, có người cho rằng đây là kế lừa quân địch, có người lại cho rằng Nho nhát gan. Do đó Hạ Hầu Nho được triệu về triều, giữ chức Thái bộc. Vương Sưởng thay Nho làm Đô đốc.

## Trong văn hóa
Hạ Hầu Nho không xuất hiện trong tiểu thuyết Tam quốc diễn nghĩa, nhưng có giả thuyết cho rằng nhân vật Hạ Hầu Đức lấy nguyên hình từ Hạ Hầu Nho.